# Grandes-Piles
Grandes-Piles è un villaggio del Canada, situato nella provincia del Québec, nella regione di Mauricie.